# Sinajida Mirna

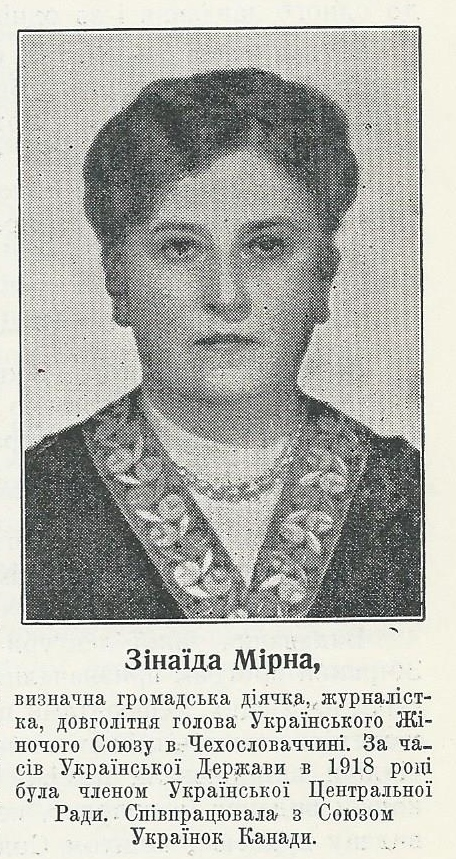
Sinajida Mirna

Sinajida Mirna (ukrainisch Зінаїда Мірна, * 12. Oktober 1878 in Horodnja, Gouvernement Tschernigow, Russisches Kaiserreich; † 1. April 1950 in Prag) war eine ukrainische Politikerin und Sozialaktivistin.

## Biografie
Sie schloss eine Ausbildung als medizinische Assistentin ab. 1910 zog sie nach Kiew und engagierte sich in der ukrainischen Frauen- und Frauenbildungsbewegung. Sie organisierte zusammen mit Sofija Rusowa Kindergärten und Abendschulen. Während des Ersten Weltkriegs war sie zusammen mit Ljudmyla Staryzka-Tschernjachiwska im Hilfskomitee für die Betreuung von Flüchtlingen aus der Westukraine.
Mirna war Abgeordnete der Zentralna Rada. Sie war eine von 11 Frauen, die Mitglieder des Parlaments waren. Außerdem war sie Mitglied im Komitee des Nationalfonds und Mitglied der Kleinen Rada, aus dem später das Generalsekretariat hervorging. Sie war Mitglied der ukrainischen Frauengewerkschaft und half 1917 die in Kiew von der Gewerkschaft veröffentlichte Zeitschrift Schinotschyj wistnyk (Frauenherold) herauszugeben. Im Frühjahr 1920 zog sie zusammen mit der Regierung der Ukrainischen Volksrepublik nach Kamjanez-Podilskyj um. Dort half sie bei der Gründung des Nationalen Rates der Ukrainischen Frauen und fungierte als dessen Vizepräsidentin. Im selben Jahr gründete sie dessen Berliner Niederlassung und leitete sie bis 1924.
Sie zog nach Prag und war bis 1939 mit Unterbrechungen Präsidentin des ukrainischen Frauenbundes in der Tschechoslowakei. Zudem arbeitete sie für das Museum des Befreiungskampfes der Ukraine. In den 1920er und 30er Jahren publizierte sie ukrainische Frauenzeitschriften, die in Kolomyja und Lwiw veröffentlicht wurden. Außerdem übersetzte sie französische Literatur ins Ukrainische. 1937 wurde sie in das Präsidium der Weltunion der Ukrainischen Frauen gewählt.